# ویل کیملیکا
ویلیام کیملیکا (انگلیسی: Will Kymlicka) (زادهٔ ۱۹۶۰) فیلسوف سیاسی کانادایی است که به‌دلیل کارش در مورد چندگانگی فرهنگی و اخلاق جانوری شناخته‌شده است. او در حال حاضر استاد فلسفه و دارنده کرسی پژوهش در فلسفه سیاسی، در دانشگاه کویینز در کینگستون کانادا، و استاد مدعو در برنامه مطالعات ناسیونالیسم در دانشگاه اروپای مرکزی در بوداپست مجارستان است. او برای بیش از ۲۰ سال، سبک زندگی وگان داشته‌است و با نویسنده کانادایی و فعال حقوق حیوانات سو دونالدسون ازدواج کرده‌است.

## تحصیلات و جایگاه شغلی
کیملیکا در سال ۱۹۸۴، مدرک لیسانس خود را در فلسفه و مطالعات سیاسی، از دانشگاه کویینز، و در سال ۱۹۸۷، مدرک دکترای خود را در فلسفه از دانشگاه آکسفورد، و به سرپرستی جرالد کوهن دریافت کرد. او مطالب زیادی در مورد چندگانگی فرهنگی و فلسفه سیاسی نوشته‌است، و چندین کتاب از او به زبان‌های دیگر از جمله زبان فارسی ترجمه شده‌است. کیملیکا کرسی‌های استادی را در دانشگاه‌های مختلف کانادا و دیگر کشورها داشته‌است. و همچنین به‌عنوان مشاور در دولت کانادا کار کرده‌است.

## فکر فلسفی
یکی از دغدغه‌های اصلی کیملیکا ارائه چارچوبی لیبرال برای رفتار عادلانه با گروه‌های اقلیت است، که آن را به دو دسته اصلی تقسیم می‌کند: گروه‌های چند قومیتی یا مهاجر، و اقلیت‌های ملی (مانند کبکی‌های کانادایی، یا مائوری‌های نیوزلند. او معیارهایی را برای اقلیت‌های ملی فهرست می‌کند:
1. در زمان تأسیس دولت حضور داشته‌اند
2. سابقه قبلی خودگردانی دارند
3. فرهنگ مشترک
4. زبان مشترک
5. خود را از طریق نهادها اداره می‌کنند

با این معیارها، دو «گروه اقلیتی» در کانادا، مردم بومی و کبکی‌ها هستند. کیملیکا استدلال می‌کند که چنین گروه‌های اقلیتی به‌دلیل ماهیت نقش و تاریخ منحصربه‌فردشان در میان جمعیت ملی، مستحق حقوق ویژه‌ای از سوی دولت هستند.
گروه‌های چندقومیتی از حقوق ویژه کمتری بهره برده‌اند. آن‌ها داوطلبانه به عرصه‌های دولتی ورود می‌کنند و مسئولیت یکپارچه‌سازی اجتماعی با هنجارهای ملت جدید خود را دارند. این بدان معنا نیست که آن‌ها از هیچ حقوقی برخوردار نیستند؛ کیملیکا استدلال می‌کند که همه اقلیت‌های فرهنگی حق انتخاب زندگی خود را دارند، آن‌ها حتی از همان سطح از حقوق که گروه‌های اقلیت از آن برخوردار هستند محرومند. کیملیکا موارد استثناء مختلفی مانند مشکلات پناهندگان، خواه مهاجرت‌کرده از جنگ و یا فقر، و گروه‌های اقلیت مانند آفریقایی-آمریکایی‌ها (در آمریکا) را قائل است، و بیان می‌کند که نیازهای آن‌ها در رابطه با گروه‌های فرهنگی-حقوقی، باید بر مبنای خاصی در نظر گرفته شود.
کیملیکا در کتاب شهروندی چندفرهنگی (۱۹۹۵) بیان می‌کند که حقوق گروه‌های خاص با لیبرالیسم هم‌خوانی دارد، و در موقعیت‌های خاص، باید به‌طور آشکار مطالبه شود. او سه مورد از حقوق خاص را تعریف می‌کند: حقوق نمایندگی گروه ویژه (مانند سیاست‌های اقدام مثبت در سیاست)، حقوق خودگردانی، و حقوق چندقومیتی (مانند سیاست معافیت سیک‌ها از پوشیدن کلاه ایمنی برای رانندگی با موتورسیکلت).
تمایزی که کیملیکا قائل می‌شود (و برای دفاعش از حقوق گروه‌های خاص برای اقلیت‌ها بسیار مهم است)، بین حمایت خارجی و محدودیت‌های داخلی است. کیملیکا تبیین می‌کند که ممکن است حمایت‌های خارجی برای ترویج برابری موجه باشد (اما این گروه‌ها نباید اجازه ظلم یا استثمار را بدهند، مانند آپارتاید در آفریقای جنوبی). محدودیت‌های داخلی را تا آن‌جا که استقلال یک فرد را محدود کند، نمی‌توان از منظر لیبرال توجیه کرد. هرچند ممکن است در موارد خاصی، محدودیت‌هایی برای اقلیت‌های ملی قائل شوند.
برایان بری بیان می‌کند که دیدگاه‌های کیملیکا به هیچ وجه لیبرال نیستند، به این معنا که ماهیت جهانی‌گرایی ندارند، و نسبی‌گرایی فرهنگی را دامن می‌زنند. او کیملیکا را متهم می‌کند که بین لیبرالیسم به‌مثابه خودمختاری، و لیبرالیسم از منظر تساهل، انتخاب دشوار است، و همچنین ادعا می‌کند که خواسته‌های حقوق فرهنگی با برابری رفتار، ناسازگار هستند. یانگ کیم مقایسه جالبی از دو دیدگاه خود در مورد چندفرهنگی و محدودیت‌های لیبرالیسم ارائه می‌دهد.

## حقوق بشر
انتقاد لیبرال استاندارد، که بیان می‌کند حقوق گروهی مشکل‌ساز است، اغراق‌آمیز یا ساده‌سازی شده‌است؛ زیرا اغلب افراد را به‌عنوان حاملان هویت‌های گروهی، و نه عوامل اجتماعی خودمختار در نظر می‌گیرد. مشکل واقعی اقلیت‌ها و این‌که چگونه باید در دموکراسی‌های لیبرال به آن‌ها نگریست بسیار پیچیده‌است. بین حقوق گروهی خوب، حقوق گروهی بد و حقوق گروهی غیرقابل تحمل تمایز وجود دارد.
1. حقوق گروهی خوب (حمایت‌های خارجی) شامل روابط بین‌گروهی است؛ گروه‌های بومی از طریق محدود کردن آسیب‌پذیری گروه، به تصمیم‌های گروه‌های خارجی یا جامعه، و به حمایت از هویت ملی خود نیاز دارند؛ بنابراین آن‌ها باید حق امتیازهای مالیات، خدمات بهداشتی، آموزش و حکومت خود را داشته باشند.
2. حقوق بد گروهی (محدودیت‌های داخلی) قوانینی هستند که گروه بر روابط درون‌گروهی تحمیل می‌کند؛ اغلب به شکل گروهی هستند که به نام همبستگی گروهی، آزادی تک‌تک اعضا را محدود می‌کنند. برای مثال گروه‌های بومی سعی می‌کنند از خود در برابر جنبش‌های زنان محافظت کنند. بر این اساس که این موضوع نقش اجتماعی و سنتی جمعیت‌های بومی را تهدید می‌کند. کیملیکا معتقد است که این مورد ممکن است خطر ستم فردی را افزایش دهد. محدودیت‌های داخلی را می‌توان برای حمایت از سیستم‌های خشونت‌طلب، سلطه‌گر و مطلق‌گرا به کار برد. محدودیت‌های داخلی تحمیلی از نظر قانونی بد و تقریباً همیشه ناعادلانه هستند، ناگفته نماند که این محدودیت‌ها برخلاف آرمان‌های لیبرال است.

## حقوق حیوانات
کتاب باغ وحش (Zoopolis) نوشته سو دونالدسون و با همکاری کیملیکا، به بررسی وضعیت حقوق حیوانات می‌پردازد. دونالدسون و کیملیکا معتقدند که پایان بهره‌کشی از جانوران برای چالش‌های اخلاقی و عملی، زندگی منصفانه و سازنده با حیوانات دیگر کافی نیست.
دونالدسون و کیملیکا پیشنهاد می‌کنند که حیوانات را باید از طریق سه دسته مشخص کرد، که در راستای تعیین ماهیت قوانین و سیاست‌هایی است که باید از آن حیوانات محافظت کند. به حیوانات اهلی باید نوعی شهروندی تعدیل‌شده داده شود، که در آن منافع آن‌ها در نظر گرفته شود. دونالدسون و کیملیکا از پایان استفاده خود از بهره‌کشی از حیوانات دفاع می‌کنند و از گیاه‌خواری حمایت می‌کنند، آن‌ها انقراض‌گرایی حیواناتی که در حال حاضر توسط انسان‌ها پرورش می‌یابند را رد می‌کنند. باید به حیوانات وحشی حق حاکمیت بر قلمرو اعطا شود، تا بتوانند زندگی خود را حفظ کنند. دونالدسون و کیملیکا از برخی اشکال مداخله برای کاهش رنج حیوانات وحشی حمایت می‌کنند، و بیان می‌کنند که باید اقدامات بیشتری برای حفظ جانوران وحشی برای ادامه زندگی‌شان صورت پذیرد. با «حیوانات لیمینال» (آن دسته از جانوران که اهلی نیستند اما در مناطق شهری، حومه‌ای یا صنعتی زندگی می‌کنند، مانند موش، کبوتر و حشرات)، باید به‌عنوان ساکنان جوامع انسانی رفتار شود.

## جوایز و افتخارات
- در سال ۲۰۰۴، کیملیکا جایزه کیلام را توسط شورای هنرهای کانادا دریافت کرد.
- به کتاب «شهروندی چندفرهنگی» جایزه مکفرسون توسط انجمن علوم سیاسی کانادا، و جایزه رالف بونش توسط انجمن علوم سیاسی آمریکا اعطا شد.
- کیملیکا عضو انجمن سلطنتی کانادا و مؤسسه تحقیقات پیشرفته کانادا است.
- کیملیکا از سال ۲۰۰۴ تا ۲۰۰۶ رئیس انجمن فلسفه سیاسی و حقوقی آمریکا بود.
- در سال ۲۰۱۴ از سوی مؤسسه فلسفه دانشگاه لوون به کیملیکا دکترای افتخاری اعطا شد.
- در سال ۲۰۲۱، کیملیکا مدال پیر شوو را دریافت کرد.[۸]

## آثار برگزیده
- «باغ وحش: نظریه سیاسی حقوق حیوانات» (آکسفورد: انتشارات دانشگاه آکسفورد، ۲۰۱۱)، شابک ‎۰-۱۹-۹۵۹۹۶۶-۱.
- «مهاجرت، چندگانگی فرهنگی و دولت رفاه» (اخلاق و امور بین‌الملل، جلد ۲۰٫۳، پاییز ۲۰۰۶).
- «سیاست به زبان بومی: ملی‌گرایی، چندگانگی فرهنگی، شهروندی» (آکسفورد: انتشارات دانشگاه آکسفورد، ۲۰۰۱).شابک ‎۰−۱۹−۹۲۴۰۹۸−۱.
- «یافتن راه: بازاندیشی در روابط قومی فرهنگی در کانادا» (آکسفورد: انتشارات دانشگاه آکسفورد، ۱۹۹۸)، شابک ‎۰−۱۹−۵۴۱۳۱۴−۸.
- «شهروندی چندفرهنگی: نظریه‌ای لیبرالی در باب حقوق اقلیت‌ها» (آکسفورد: انتشارات دانشگاه آکسفورد، ۱۹۹۵). شابک ‎۰−۱۹−۸۲۹۰۹۱−۸.
- «فلسفه سیاسی معاصر: مقدمه» (آکسفورد: انتشارات دانشگاه آکسفورد، ۱۹۹۰–۲۰۰۱)، شابک ‎۰−۱۹−۸۷۸۲۷۴−۸.
- «لیبرالیسم، جامعه و فرهنگ» (آکسفورد: انتشارات دانشگاه آکسفورد، ۱۹۸۹–۱۹۹۱)، شابک ‎۰−۱۹−۸۲۷۸۷۱−۳.

## آثار ترجمه‌شده به فارسی
- شهروندی چندفرهنگی: نظریه‌ای لیبرالی در باب حقوق اقلیت‌ها، ترجمه ابراهیم اسکافی، انتشارات شیرازه کتاب ما، ۱۳۹۸، شابک ‎۹۷۸-۶۰۰-۹۶۳۵۴-۸-۱.
- درآمدی بر فلسفهٔ سیاسی معاصر، مترجمان میثم بادامچی و محمد مباشری، نگاه معاصر، ۱۳۹۶، شابک ‎۹۷۸-۹۶۴-۷۷۶۳-۱۷-۲.